# هومر نيل
هومر نيل (بالإنجليزية: Homer Neal)‏ هو أكاديمي وفيزيائي أمريكي، ولد في 13 يونيو 1942 في فرانكلين في الولايات المتحدة، وتوفي في 23 مايو 2018 بسبب أمراض دماغية وعائية.